# Tổng giáo phận Paris
Tổng giáo phận Paris là một trong 23 tổng giáo phận của Giáo hội Công giáo Rôma tại Pháp và là một giáo phận có tầm quan trọng trong lịch sử giáo hội tại nước này. Giáo phận được thành lập vào thế kỷ thứ 3 với tên gọi ban đầu của thành phố là Parisiorum Civitas (Thành của người Parisii) và được nâng lên thành tổng giáo phận vào ngày 20 tháng 10 năm 1622. Các phụ phận của Paris được thiết lập vào năm 1966 bao gồm trọn khu vực Île-de-France. Nhà thờ chính tòa của tổng giáo phận là Nhà thờ Đức Bà Paris, tòa tổng Giám mục nằm trên đường Barbet de Jouy ở quận 6, Paris nhưng còn có các văn phòng giáo phận ở các khu vực khác trong thành phố. Tổng giám mục của giáo phận hiện nay Laurent Ulrich kế nhiệm đức tổng giám mục Michel Aupetit đã từ chức.